# کینکت
کینکت (با نام رمز پروٰژه ناتال در حین توسعه) خطی از دستگاه های ورودی سنجش حرکت است که توسط مایکروسافت تولید و برای اولین بار در سال ۲۰۱۰ منتشر شد. این فناوری شامل مجموعه ای از سخت افزار است که در اصل توسط پرایم سنس ساخته شده است ، شامل دوربین های RGB ، پروژکتورهای مادون قرمز و ردیاب هایی که عمق را از طریق نور ساختار یافته یا زمان محاسبات پرواز ، و یک آرایه میکروفون ، همراه با نرم افزار و هوش مصنوعی مایکروسافت برای اجازه دادن به دستگاه ترسیم می کنند. برای انجام حرکات بلادرنگ ، تشخیص گفتار و تشخیص اسکلت بدن برای حداکثر چهار نفر ، از جمله سایر قابلیت ها. این امکان را برای کینکت فراهم می کند تا به عنوان یک وسیله رابط کاربر طبیعی هندزفری برای تعامل با یک سیستم رایانه ای مورد استفاده قرار گیرد. کینکت یک وسیله جانبی است که مانند صفحه وب در بالای صفحه نمایش کاربر قرار دارد.

## انواع کینکت

### کینکت برای ایکس باکس ۳۶۰(۲۰۱۰)

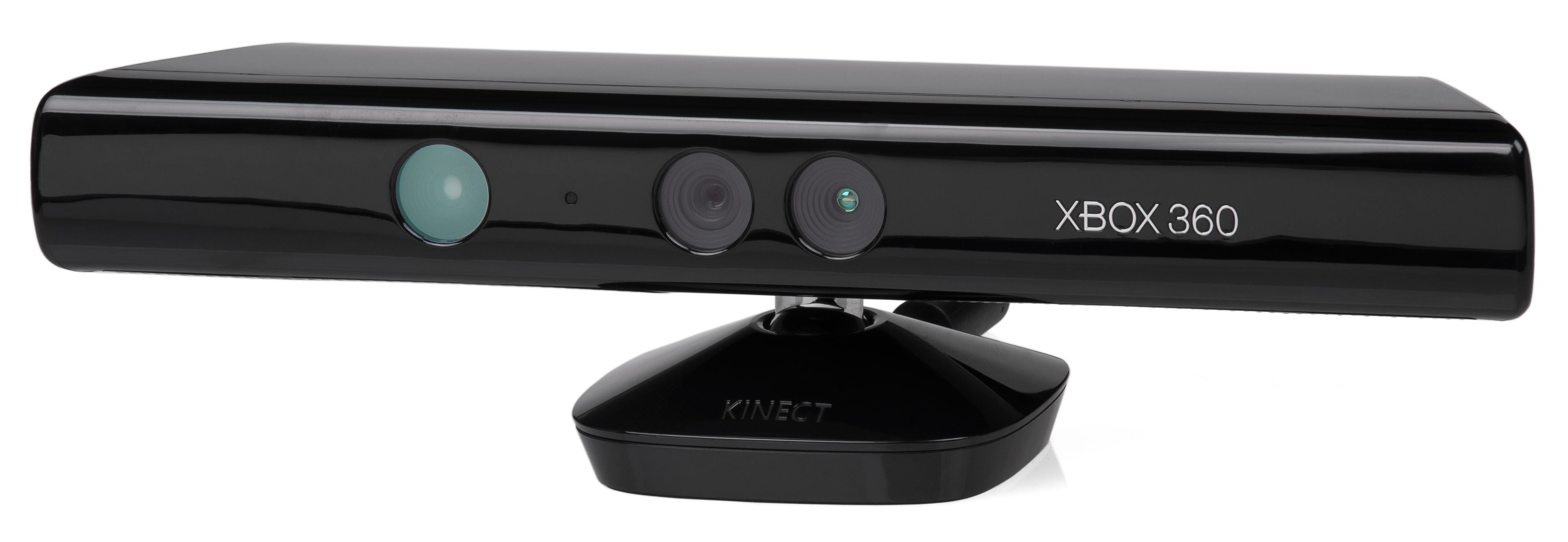
کینکت برای ایکس باکس ۳۶۰. نسخه ایکس باکس مدل E دارای آرم ایکس باکس در سمت چپ مارک ایکس باکس ۳۶۰ است.

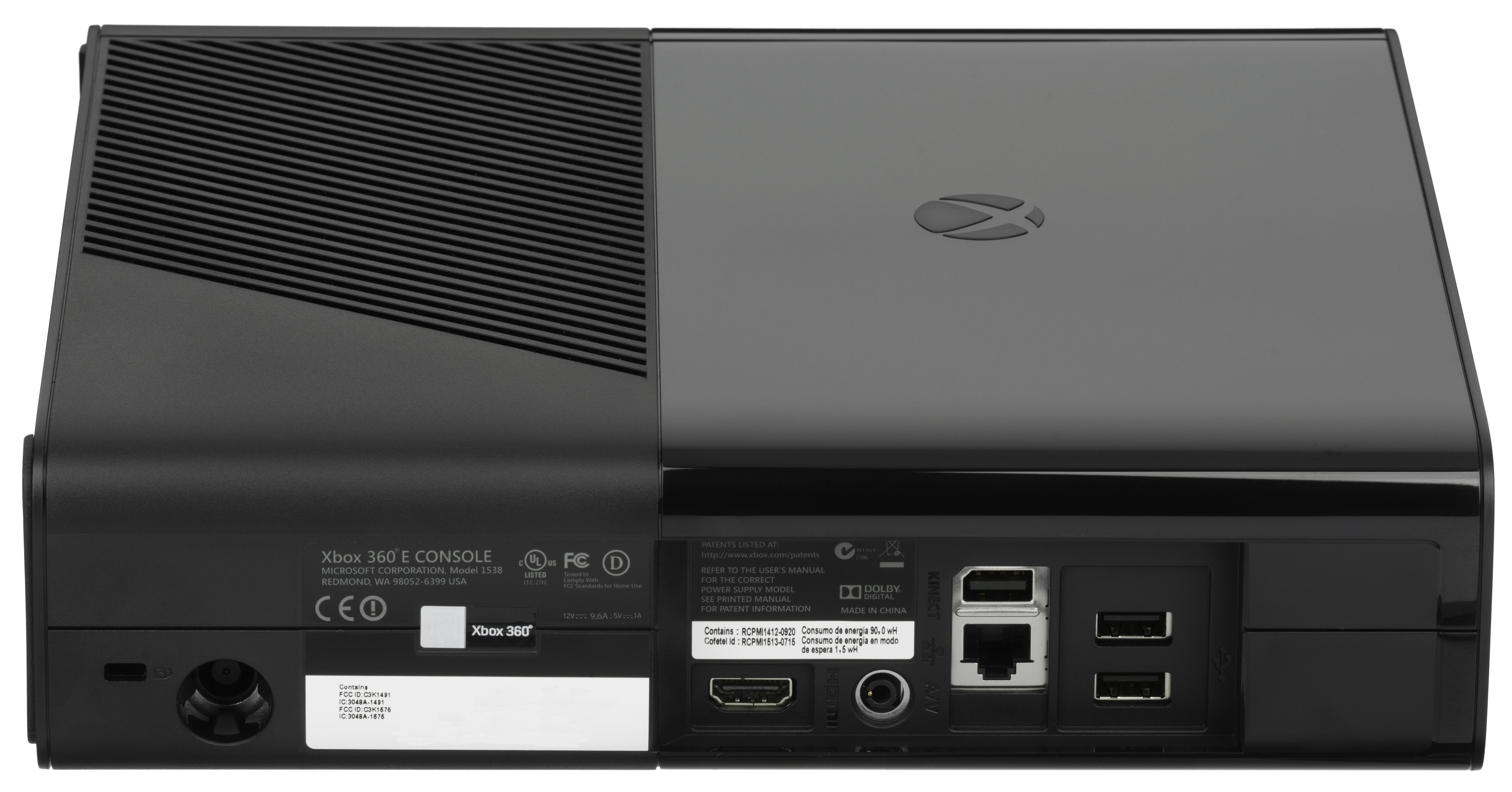
مدل های ایکس باکس ۳۶۰ S و ایکس باکس ۳۶۰ مدل E دارای پورت های اختصاصی برای کینکت هستند و دیگر نیازی به منبع تغذیه خارجی ندارند.

کینکت برای ایکس باکس ۳۶۰ ترکیبی از نرم افزار و سخت افزار ساخته شده توسط مایکروسافت بود. این سخت افزار شامل یک فناوری چیپست محدوده توسط توسعه دهنده اسرائیلی پرایم سنس بود، که سیستمی متشکل از یک پروژکتور و دوربین مادون قرمز و یک میکروچیپ ویژه را ایجاد می کند که شبکه ای را تولید می کند که از طریق آن می توان موقعیت یک جسم نزدیک را در ۳ بعد مشخص کرد. این سیستم اسکنر سه بعدی به نام Light Coding از انواع بازسازی سه بعدی مبتنی بر تصویر استفاده می کند.
سنسور کینکت  یک نوار افقی است که به یک پایه کوچک با یک محوری موتور متصل است و به گونه ای طراحی شده است که از طول یا پایین صفحه نمایش فیلم قرار گیرد. این دستگاه از یک "دوربین RGB ، سنسور عمق و آرایه میکروفون با نرم افزار اختصاصی استفاده می کند"،  که قابلیت ضبط حرکت سه بعدی، تشخیص چهره و تشخیص صدا را در بدن ارائه می دهد. هنگام راه اندازی، تشخیص صدا فقط در ژاپن، انگلستان، کانادا و ایالات متحده در دسترس قرار گرفت. سرزمین اصلی اروپا بعداً در بهار ۲۰۱۱ این ویژگی را دریافت کرد.  در حال حاضر تشخیص صدا در استرالیا، کانادا، فرانسه، آلمان، ایرلند، ایتالیا، ژاپن، مکزیک، نیوزیلند، انگلستان و ایالات متحده پشتیبانی می شود. آرایه میکروفون سنسور کینکت ایکس باکس ۳۶۰ را قادر می سازد محلی سازی منبع صوتی و سرکوب سر و صدای محیط را انجام  دهد، و امکان مواردی مانند چت مهمانی بدون هدست را از طریق ایکس باکس لایو فراهم می کند.

### کینکت برای ویندوز(۲۰۱۲)
کینکت برای ویندوز یک نسخه اصلاح شده از واحد ایکس باکس ۳۶۰ است که اولین بار در تاریخ ۱ فوریه ۲۰۱۱ همراه با SDK برای استفاده تجاری منتشر شد.   این سخت افزار شامل اجزای بهتری برای از بین بردن نویز در امتداد USB و سایر مسیرهای کابل کشی و بهبودهایی در سیستم دوربین حسگر عمق برای تشخیص اجسام در فاصله نزدیک، نزدیک به ۵۰ سانتیمتر (۲۰ اینچ)، در "حالت نزدیک" جدید. 

### کینکت برای ایکس باکس وان(۲۰۱۳)
تکرار ارتقا یافته کینکت در ۲۲ نوامبر ۲۰۱۳ برای ایکس باکس وان منتشر شد. این دوربین از یک دوربین زمان پرواز با زاویه دید عریض استفاده می کند و برای خواندن محیط آن 2 گیگابایت داده در ثانیه پردازش می کند. کینکت جدید با سه برابر وفاداری نسبت به مدل قبلی خود دقت بالاتری دارد و با استفاده از سنسور IR فعال می تواند بدون نور مرئی ردیابی کند. دارای ۶۰٪ میدان دید وسیع تر است که می تواند کاربر را تا ۳ فوت از سنسور تشخیص دهد، در حالی که برای کینکت اصلی شش فوت است و می تواند تا ۶ اسکلت را در یک زمان ردیابی کند. همچنین می تواند ضربان قلب بازیکن، حالت چهره، موقعیت و جهت گیری ۲۵ مفصل منفرد (از جمله انگشت شست)، وزن قرار گرفته بر روی هر اندام، سرعت حرکات بازیکن و حرکات ردیابی انجام شده توسط یک کنترل کننده استاندارد را تشخیص دهد. این دوربین رنگی فیلم ۱۰۸۰p را ضبط می کند که می تواند با همان وضوح صفحه نمایش نمایش داده شود و امکان ایجاد طیف گسترده ای از سناریوها را فراهم می کند. علاوه بر بهبود ارتباطات ویدئویی و برنامه های تجزیه و تحلیل ویدئو، این یک ورودی پایدار برای ساخت برنامه های تعاملی فراهم می کند. از میکروفون کینکت برای ارائه دستورات صوتی برای کارهایی مانند ناوبری، شروع بازی ها و بیدار کردن کنسول از حالت خواب استفاده شده است.   قد بازیکن توصیه شده حداقل ۴۰ اینچ است که تقریباً مربوط به کودکان ۴ و نیم سال به بالا است.  

### کینکت ۲ برای ویندوز(۲۰۱۴)
کینکت ۲ برای ویندوز که در ۱۵ جولای ۲۰۱۴ منتشر شد، مبتنی بر کینکت برای ایکس باکس وان است و جایگزینی برای کینکت اصلی برای ویندوز در نظر گرفته شده است. همچنین با عنوان "کینکت ۲ برای ویندوز" دوباره بسته بندی شد. علاوه بر حذف نام تجاری ایکس باکس، تقریباً یکسان است و شامل یک آداپتور USB 3.0 / AC است. این نسخه در کنار نسخه 2.0 Windows SDK برای این سیستم عامل منتشر شد. MSRP ۱۹۹ دلار آمریکا بود.    مایکروسافت کینکت ۲ را برای عملکرد ویندوز معادل نسخه ایکس باکس وان در نظر گرفته است.

### کینکت آژور(۲۰۱۹)
در تاریخ ۷ مه ۲۰۱۸، مایکروسافت اعلام کرد تکرار جدیدی از فناوری کینکت است که اساساً برای استفاده از نرم افزارهای سازمانی و استفاده از هوش مصنوعی طراحی شده است. این نرم افزار در اطراف پلت فرم ابر مایکروسافت آژور طراحی شده است و هدف آن "استفاده از غنای آژور AI برای بهبود چشمگیر بینش و عملکرد" است.   این ضریب شکل کمتری نسبت به تکرارهای ایکس باکس از کینکت دارد و از یک دوربین ۱۲ مگاپیکسلی، یک سنسور عمق زمان پرواز نیز در HoloLens 2 و هفت میکروفون بهره می برد. یک بسته توسعه در فوریه ۲۰۱۹ اعلام شد.  

### بازی های ویدیویی
بازی های ایکس باکس ۳۶۰ که به کینکت احتیاج دارند، در موارد خاص بنفش بسته بندی می شوند (برخلاف موارد سبز رنگی که در سایر بازی های ایکس باکس ۳۶۰ استفاده می شود) و حاوی یک آرم برجسته "به سنسور کینکت نیاز دارد(Requires Kinect Sensor)" در جلوی جلوی آنها است. بازی هایی که دارای ویژگی هایی با استفاده از کینکت هستند اما برای گیم پلی استاندارد نیازی به آن ندارند، در جلدهای جلوی خود دارای مارک "کارایی بهتر با کینکت(Better with Kinect Sensor)" هستند. 

## حراجی
مایکروسافت ضمن اعلام توقف کینکت در مصاحبه با فست کامپانی در تاریخ ۲۵ اکتبر ۲۰۱۷ ، اظهار داشت که ۳۵ میلیون واحد از زمان انتشار تاکنون فروخته شده است.  ۲۴ میلیون واحد کینکت تا فوریه ۲۰۱۳ حمل شده است.  کینکت با فروش ۸ میلیون دستگاه در ۶۰ روز اول حضور در بازار ، ادعا کرد که رکورد جهانی گینس "سریعترین فروش دستگاه الکترونیکی مصرفی" است.     به گفته مایکل پاچر ، تحلیلگر Wedbush ، بسته های کینکت حدود نیمی از فروش کنسول ایکس باکس ۳۶۰ در دسامبر ۲۰۱۰ و بیش از دو سوم در فوریه ۲۰۱۱ را تشکیل می داد.   بیش از ۷۵۰۰۰۰ واحد کینکت در هفته جمعه سیاه ۲۰۱۱ به فروش رسید.  

## سایر کنترل کننده های حرکت
کینکت با چندین کنترل کننده حرکت در کنسول های خانگی دیگر مانند وی ریموت برای کنسول نیتندو وی ٬پلی استیشن موو و پلی استیشن آی برای دو کنسول پلی استیشن ۳ و پلی استیشن ۴ رقابت می کند.

## جستار های وابسته
- اکس باکس

- مایکروسافت

- ماجراحویی کینکت!

- کینکت اسپورتز

- ایکس باکس لایو ویژن